# اسیدی شدن اقیانوس

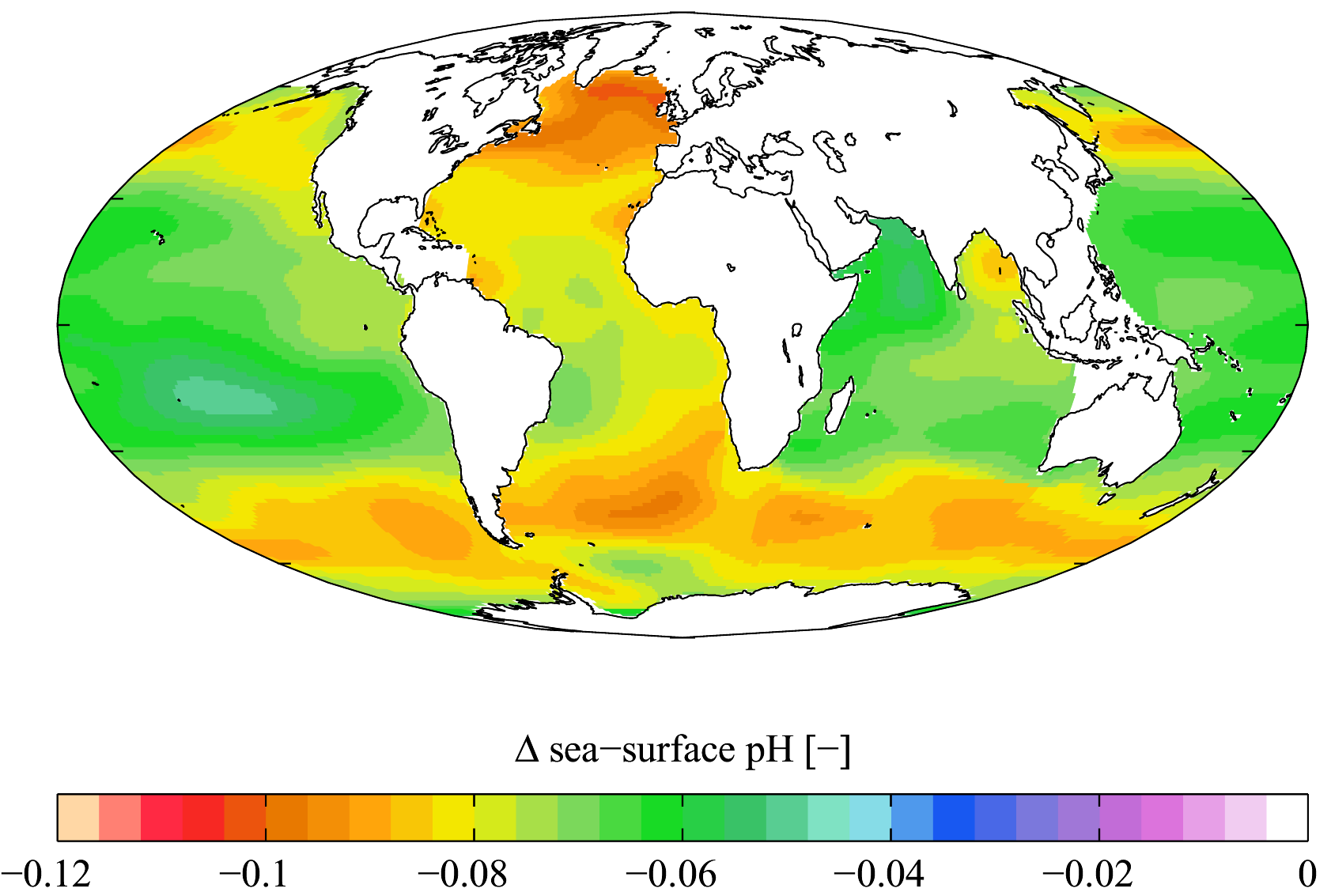
تغییر تقریبی پی‌اچ بر اثر کربن دی‌اکسید ناشی از منابع انسانی از سده ۱۷ تا انتهای سده ۲۰، منبع: پروژه تحلیل عمومی داده‌های اقیانوسی (GLODAP) و اطلس اقیانوس جهانی

اسیدی شدن اقیانوس‌ها عبارت است از کاهش پی‌اچ اقیانوسهای زمین که بر اثر افزایش دی‌اکسید کربن در جو رخ می‌دهد. آب دریاها اندکی بازی است و اسیدی‌شدن اقیانوس بیشتر به معنی تغییر در جهت شرایط خنثی است تا اسیدی شدن. به‌طور تخمینی ۳۰ تا ۴۰ درصد دی‌اکسید کربنی که توسط انسان‌ها در جو منتشر می‌شود، در آب اقیانوس‌ها، دریاچه‌ها و رودخانه‌ها حل می‌شود. بخشی از آن با آب ترکیب می‌شود و اسید کربنیک ایجاد می‌کند. برخی مولکولهای اسید کربنیک تجزیه می‌شود و یون‌های بی‌کربنات و هیدروژن تولید می‌شود. تخمین زده می‌شود که پی‌اچ سطح اقیانوس‌ها از سال ۱۷۵۱ تا ۱۹۹۶ از ۸٫۲۵ به ۸٫۱۴ کاهش یافته‌است. این تغییر معادل با ۳۰٪ افزایش غلظت یون هیدروژن در آب اقیانوس‌ها است.
گمان می‌رود که افزایش اسیدیته منجر به نتایج آسیب‌زای بالقوه‌ای در ارگانیسم‌های آبی شود. از جمله این آسیب‌ها می‌توان به کاهش فعالیت‌های متابولیکی و پاسخ‌های ایمنی در برخی ارگانیسم‌ها و ایجاد پدیدهٔ سفید شدن مرجان‌ها اشاره کرد. با افزایش غلظت یون‌های آزاد هیدروژن، اسید کربنیک اضافی که در آب ایجاد می‌شود، منجر به تبدیل یون‌های کربنات به بی‌کربنات می‌شود. این فرایند قلیاییت اقیانوس‌ها را کاهش نمی‌دهد و حتی ممکن است در بلند مدت منجر به افزایش آن شود. کاهش میزان یون کربنات می‌تواند تشکیل کربنات کلسیم توسط ارگانیسم‌های آهکی آبی مانند مرجان‌ها و برخی پلانکتونها را سخت‌تر کند و چنین ساختارهایی را در برابر انحلال آسیب‌پذیر کند. تداوم اسیدی شدن اقیانوس‌ها می‌تواند آیندهٔ زنجیره‌های غذایی مرتبط با اقیانوس‌ها را تهدید کند.
دست‌کم بخشی از فرایند فعلی اسیدی شدن اقیانوس‌ها ناشی از فعالیت‌های انسانی است؛ ولی در گذشته نیز چنین پدیده‌ای رخ داده‌است و فروپاشی اکولوژیکی ناشی از آن اثرات بلندمدتی بر چرخه جهانی کربن و اقلیم داشته‌است. قابل‌توجه‌ترین نمونه، حداکثر حرارتی پالئوسن-ائوسن است که حدود ۵۶ میلیون سال پیش رخ داده‌است. طی این رخداد، مقادیر بزرگی کربن به اقیانوس‌ها و جو وارد شد و منجر به انحلال رسوبات کربناتی در همهٔ حوضه‌های اقیانوسی شد.